# Византийская принцесса
«Византийская принцесса» (исп. Tirant lo Blanc)— испанский фильм 2006 года режиссёра Висенте Аранды. Сюжет написан самим режиссёром по мотивам знаменитого рыцарского романа Жуанота Мартуреля «Тирант Белый». Несмотря на то, что часть съёмок фильма проходила в Испании и в нём участвует ряд испанских актёров, фильм был снят на английском языке. Согласно Бернату Балдомеро, пресс-шефу кинокомпании, выпустившей фильм: «Фильм выпущен на английском, чтобы глобализировать его и распространить нашу литературу и культуру по всему миру.»
Первый показ фильма прошёл 30 марта 2006 года в Валенсии. 7 апреля 2006 фильм был показан в 264-х испанских киноазалах. Фильм участвовал в Каннском фестивале и на фестивале фильмов в Венеции.

## Прототип
Прототипом Тиранта в романе является Рожер де Флор. Исторической основой сюжета отчасти являются события, происходившие в Византийской империи в 1303—1305 годах, хотя действие перенесено в начало XV столетия.

## Сюжет
Константинополь, 1401 год. Знаменитый арагонский полководец Тирант во главе своего небольшого, но закалённого в боях наёмного отряда альмогаваров прибывает к византийскому двору, погружённому в траур по поводу гибели единственного сына императора в бою с турками. Император выходит за ворота, чтобы лично встретить Тиранта, и ставит его на должность главнокомандующего. Тиранту удаётся нанести несколько поражений наступающим туркам. Понимая, что император стар и болен, фрейлины двора хотят сосватать Тиранту дочь императора прекрасную Кармесину. Ночью они проводят его в покои принцессы. Однако Тирант, столь храбрый на поле боя, не решается овладеть влюблённой в него Кармесиной.
Одна из фрейлин по прозвищу «Тихая вдова», сгорающая от любви к Тиранту, затеяла интригу, с целью оттолкнуть от него принцессу и после выдать её замуж за молодого турецкого султана. Фрейлина по прозвищу «Услада моей жизни» снова проводит Тиранта в спальню принцессы, однако разбуженная принцесса поднимает крик. Тирант спасается бегством из её покоев, спускаясь по верёвке, однако её длины не хватает, и спрыгнувший с большой высоты Тирант ломает себе ногу. На следующий день, чтобы скрыть последствия своего поступка, он имитирует падение с лошади, но при этом ломает себе другую ногу и оказывается прикованным к постели.
Тем временем пожилая императрица вызывает оруженосца Тиранта, младого Ипполита на откровенный разговор. Хитрый юноша признаётся ей в любви и вскоре оказывается в её постели, проводя там дни и ночи. К византийскому двору прибывает турецкое свадебное посольство, византийский император принимает предложение султана, однако Кармесина решает за него. Средь бела дня она приезжает в шатёр Тиранта, фрейлины и воины Тиранта помогают ему овладеть принцессой. Кармесина заявляет о происшедшем послу, вспыхивает война. В решающем бою Тирант убивает турецкого султана, но на обратном пути умирает от боли. Кармесина умирает от горя, арагонцы покидают Византию. После смерти императора корону Византии принимает юный Ипполит, женившийся на императрице.

## В ролях
- Каспер Зафер — Тирант Белый, арагонский полководец (прототип — Рожер де Флор)
- Эстер Нубиола — Кармесина, дочь императора
- Виктория Абриль — «Мирная вдова»
- Леонор Уотлинг — «Услада моей жизни»
- Чарли Кокс — Диафеб
- Джанкарло Джаннини — византийский император (прототип — Андроник II Палеолог)
- Джейн Эшер — византийская императрица
- Сид Митчелл — оруженосец Ипполит
- Рафаэль Амарго — султан Мехмед I